# Дуіліу Замфіреску
Дуіліу Замфіреску (рум. Duiliu Zamfirescu, 30 жовтня 1858, Думбревень, Трансильванія (нині жудець Вранча, Румунія) — 25 лютого 1922) — румунський поет, прозаїк, драматург, політик і дипломат, член Румунської академії (1909).

## Біографія
До 1880 вивчав право в Бухарестському університеті. Активний учасник боротьби за створення Румунського королівства в ході Російсько-турецької війни (1877—1878). Тема Визвольної війни румунів знайшла свій відбиток у його пізніших роботах.
У 1880 був призначений прокурором міста Хиршова в Північній Добруджі. У 1882 пішов у відставку і зайнявся юридичною практикою. До 1884 — літературний оглядач «România Libera».
З 1885 працював дипломатом в Італії, Греції та Бельгії. Під час Першої світової війни, після окупації південної Румунії військами Центральних держав, Замфіреску поїхав до Ясс. В кінці 1918 став одним з засновників Народної Ліги, згодом «Народної партії Румунії» на чолі з генералом Александру Авереску, редагував газету «Îndreptarea».
З 13 березня по 12 червня 1920 обіймав посаду міністра закордонних справ Румунії в уряді Авереску, потім був обраний президентом Палати депутатів Румунії.

## Творчість
Дебютував з циклом віршів в 1877.

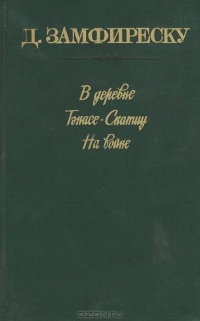
«Життя в селі», «Тенасе Скатіу», «На війні»

Під впливом французької романтичної поезії випустив збірку віршів «Без назви» (1883).
Першим серед румунських письменників ввів в національну літературу жанр роману-хроніки, створивши широку патріархальну панораму життя румунського суспільства кінця XIX століття.
Гуманістичні і демократичні прагнення письменника знайшли своє вираження в його прозі: трилогія «Життя в селі» (1894), «Тенасе Скатіу» (1895), «На війні» (1898), що ознаменувала найважливіший етап у становленні румунської прози.
Відомі роботи Замфіреску про проблеми досконалості вірша, пластичної завершеності образів, майстерності пейзажних замальовок, серед них, «Інші горизонти» (1894), «Язичницькі гімни» (1897), «Нові вірші» (1899).